# 12月7日
12月7日（じゅうにがつなのか）は、グレゴリオ暦で年始から341日目（閏年では342日目）にあたり、年末まであと24日ある。

## できごと
- 紀元前43年 - キケロが暗殺される。

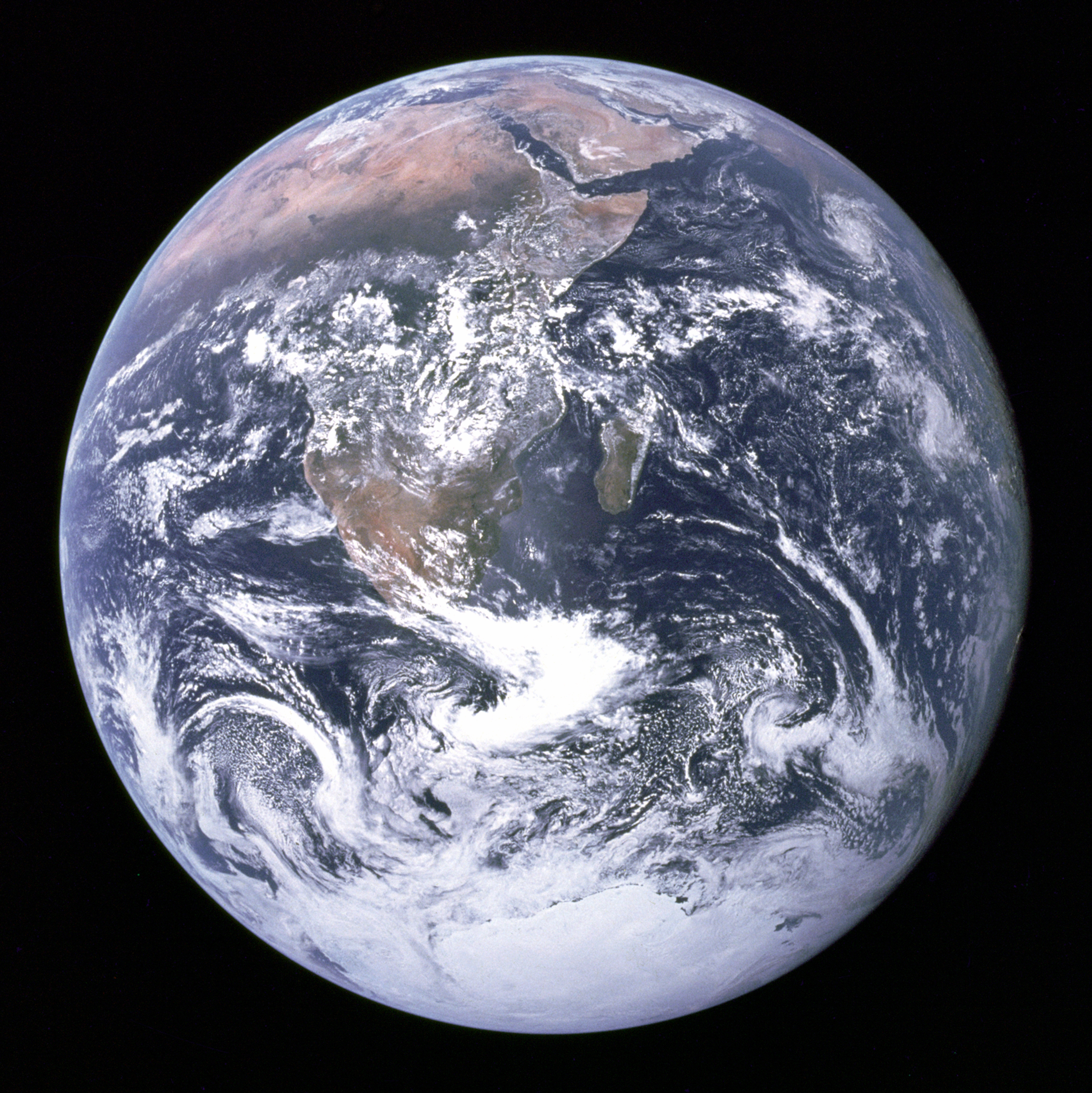
アポロ17号から撮影されたザ・ブルー・マーブル

- 771年（宝亀2年10月27日） - 東山道の武蔵国を東海道に編入。
- 1732年 - ロンドン・コヴェント・ガーデンのロイヤル・オペラ・ハウスが開場。
- 1787年 - デラウェア州がアメリカ合衆国憲法を批准した第1の州になる。
- 1798年 - スイスの教育者・ヨハン・ハインリヒ・ペスタロッチが孤児院を開設。
- 1835年 - ドイツ初の鉄道、バイエルン王国（ニュルンベルク - フュルト間）で開業。
- 1857年（安政4年10月21日）- ハリス駐日アメリカ総領事が江戸城に登城、江戸幕府13代将軍徳川家定に謁見。
- 1867年 - 天満屋事件。陸奥陽之助及び中井庄五郎らが三浦休太郎を暗殺するために討ち入り。
- 1917年 - 第一次世界大戦: アメリカがオーストリア＝ハンガリー帝国に宣戦布告。
- 1917年 - 野田醤油（現：キッコーマン）設立。
- 1941年 - 第二次世界大戦: 真珠湾攻撃。（米国時間）
- 1944年 - 昭和東南海地震。紀伊半島南東沖を震源とするマグニチュード7.9の大地震が発生、静岡県御前崎市と三重県津市で震度6を観測[1]。
- 1948年 - 昭和電工事件: 芦田均前首相を逮捕。
- 1949年 - 国共内戦: 蔣介石が中華民国の首都機能を台湾・台北に移す。
- 1950年 - 池田勇人蔵相が米価問題についての答弁で「貧乏人は麦を食え」と発言し問題化。
- 1952年 - 鹿地事件: 1年前から行方不明になっていた作家・鹿地亘が東京の自宅に戻り、アメリカの諜報機関・キャノン機関に拉致監禁されていたと語る。
- 1954年 - 第5次吉田内閣が総辞職。
- 1955年 - 長崎市とアメリカ合衆国セントポール市の都市提携成立。日本初の姉妹都市[2]。
- 1958年 - 東京タワー公開開始。営業開始は12月23日。
- 1961年 - 秋田県秋田市でニセ千円札事件（チ-37号事件）発生。
- 1961年 - 東京湾の10号埋立地（現有明）沖合で、波浪により釣り船が10隻が遭難。11人が死亡[3]。
- 1965年 - 東西教会の分裂: 第2バチカン公会議においてローマ教皇とコンスタンディヌーポリ総主教が911年にわたる相互の破門を解消。
- 1969年 - 福岡県の国鉄幸袋線がこの日の運転限りで廃止。
- 1969年 - 愛知県豊橋市西橋良町付近で竜巻が発生。JR東海道本線を横断し、北東へ進み、市街地の中心部を通って下地・大村方面に向った。死者1人、重軽傷者69人[4][5]。
- 1972年 - 7度目かつ最後の有人月宇宙船「アポロ17号」が打ち上げ。
- 1975年 - インドネシアが東ティモールに侵攻。
- 1988年 - アルメニア地震発生。
- 1988年 - 長崎市の本島等市長が市議会で、天皇に戦争責任があると発言。
- 1990年 - 東京都多摩市でサンリオピューロランド開園。
- 1995年 - アメリカの木星探査機「ガリレオ」が木星軌道に投入。
- 1997年 - 介護保険法公布。
- 1999年 - オウム真理教規制を目的とした団体規制法が公布。27日施行。
- 1999年 - 年金改正法成立。
- 1999年 - アメリカレコード協会 (RIAA) が、ファイル共有サービスNapsterに対し著作権を侵害しているとして提訴。
- 2001年 - 文化芸術振興基本法施行。
- 2002年 - 「K-1 WORLD GP 2002 決勝戦」が主催者発表で観客動員74,500人を記録し、東京ドームにおける最多観客動員記録を作る。
- 2004年 - ハーミド・カルザイがアフガニスタン大統領に就任。
- 2006年 - 任天堂の据え置き型ゲーム機、Wiiが豪州で発売開始。
- 2007年 - ヘーベイ・スピリット号原油流出事故。
- 2012年 - 三陸沖を震源とするマグニチュード7.3の三陸沖地震発生[6]。死傷、建物の一部損壊などの被害が出たほか、津波も観測された。東北地方太平洋沖地震（東日本大震災）の余震とされている。
- 2015年 - 日本の金星探査機「あかつき」が金星の周回軌道に投入される[7]。
- 2015年 - TBSラジオ・文化放送・ニッポン放送の在京AMラジオ3局がFM補完放送（ワイドFM）の本放送を開始。
- 2021年 - 一般社団法人日本メタバース協会発足[8]。
- 2019年 - 親が育てられない乳幼児を匿名でも受け入れる「赤ちゃんポスト」を運営している慈恵病院が、特定の条件に該当する場合に限り、匿名で出産できる事実上の「内密出産制度」を導入したと発表[9]。
- 2022年 - アメリカ合衆国、カンザス州のワシントン郡でキーストーン・パイプラインから原油が流出[10]。
- 2024年 - 韓国国会で尹錫悦大統領に対する弾劾訴追案の採決が行われたが、与党国民の力の議員108人のうち107人が議場を退席し、採決に必要な議会の3分の2の人数に達せず、採決は不成立となった。
- 2024年 - 島根原子力発電所が2012年1月以来約13年ぶりに再稼働。

## 誕生日
- 1561年（永禄4年11月1日） - 吉川広家、周防国岩国領の初代領主（+ 1625年）
- 1592年（文禄元年/万暦20年11月4日） - 隠元隆琦、禅僧、日本黄檗宗の開祖（+ 1673年）
- 1598年 - ジャン・ロレンツォ・ベルニーニ、彫刻家、画家、建築家（+ 1680年）
- 1703年（弘化2年10月29日） - 内藤政樹、日向国延岡藩の初代藩主（+ 1766年）
- 1729年（享保14年10月17日） - 徳大寺公城、公卿（+ 1782年）
- 1773年（安政2年10月24日） - 徳川治紀、常陸国水戸藩の第7代藩主（+ 1816年）
- 1805年 - ロベール・ウーダン、マジシャン（+ 1871年）
- 1823年 - レオポルト・クロネッカー、数学者（+ 1891年）
- 1845年（弘化2年11月9日） - 松平定昭、伊予国松山藩の第14代藩主（+ 1872年）
- 1849年（嘉永2年10月23日） - 西園寺公望 、政治家、第12・14代内閣総理大臣（+ 1940年）
- 1850年（嘉永3年11月4日） - 小笠原貞孚、播磨国安志藩の第7代藩主（+ 1905年）
- 1856年 - 大森安仁子、芸術家、慈善活動家、翻訳家（+ 1941年）
- 1860年（万延元年10月25日） - 大川平三郎、実業家、元富士製紙社長（+ 1936年）
- 1863年 - ピエトロ・マスカーニ、作曲家、指揮者（+ 1945年）
- 1872年 - ヨハン・ホイジンガ、歴史家（+ 1945年）
- 1878年 - 与謝野晶子、作家、歌人、女性解放思想家、フェミニスト（+ 1942年）
- 1888年 - 草鹿任一、海軍中将（+ 1972年）
- 1889年 - ガブリエル・マルセル、劇作家、哲学者（+ 1973年）
- 1905年 - 矢数道明、医師、医史学者（+ 2002年）
- 1906年 - 松井潤子、女優（+ 1989年）
- 1907年 - エドウィン・アラン・ライトナー、外交官（+ 1990年）
- 1911年 - 深瀬信千代、実業家、官僚、俳優（+ 1985年）
- 1912年 - 舟越保武、彫刻家（+ 2002年）
- 1913年 - 三宅芳夫、体操選手（+ 1983年）
- 1915年 - イーライ・ウォラック、俳優（+ 2014年）
- 1920年 - ヴァルター・ノヴォトニー、ドイツ空軍のエース・パイロット（+ 1944年）
- 1926年 - イングリッド・チューリン、女優（+ 2004年）
- 1926年 - 7代式守錦之助、大相撲行司（+ 1995年）
- 1928年 - ノーム・チョムスキー、哲学者、言語学者
- 1930年 - 明石一、声優、ナレーター
- 1930年 - 俵萌子、評論家（+ 2008年）
- 1931年 - ジェームズ・グローガン、フィギュアスケート選手（+ 2000年）
- 1932年 - エレン・バースティン、女優
- 1934年 - 海老坂武、フランス文学者、評論家
- 1935年 - 伊達正三郎、俳優
- 1935年 - アルマンド・マンサネーロ、作曲家、歌手（+ 2020年）
- 1940年 - 園田光慶、漫画家（+ 1997年）
- 1941年 - 清水聖義、政治家、群馬県太田市長
- 1942年 - アレックス・ジョンソン、プロ野球選手（+ 2015年）
- 1943年 - 青山良彦、俳優
- 1943年 - 竹石松次、実業家、元アナウンサー
- 1946年 - 前田正、郵政政務次官経験者（+ 2013年）
- 1947年 - ジョニー・ベンチ、元プロ野球選手
- 1948年 - 森下洋子、バレリーナ
- 1949年 - さだやす圭、漫画家
- 1949年 - トム・ウェイツ、ミュージシャン、俳優
- 1950年 - 岡千秋、作曲家、演歌歌手
- 1951年 - ポール・デード、元プロ野球選手
- 1953年 - 水谷新太郎、元プロ野球選手
- 1954年 - 元木泰雄、歴史学者、京都大学名誉教授
- 1954年 - 古舘伊知郎、フリーアナウンサー、キャスター
- 1956年 - 鳳凰倶往、元大相撲力士（+ 2013年）
- 1957年 - 森博嗣、推理作家
- 1958年 - 篠宮愼一、元プロ野球審判
- 1958年 - 内海知秀、元バスケットボール選手、指導者
- 1959年 - すぎ恵美子、漫画家（+ 2007年）
- 1960年 - 燕奈緒美、歌手（ザ・リリーズ）
- 1960年 - 燕真由美、歌手（ザ・リリーズ）（+ 2023年）
- 1961年 - 滝本晃司、ミュージシャン（元たま）
- 1961年 - 鈴木琢磨、声優
- 1961年 - 橋谷能理子、元アナウンサー、キャスター
- 1963年 - 角田美喜、ミュージシャン（SHOW-YA）
- 1963年 - 寺田克也、イラストレーター
- 1963年 - シェーン・マック、元プロ野球選手
- 1963年 - 平塚利男、発明家
- 1963年 - 高岡達之、読売テレビ特別解説委員
- 1964年 - 菊地英昭、ギタリスト（THE YELLOW MONKEY）
- 1965年 - 尾美としのり、俳優
- 1965年 - 香川照之、俳優、歌舞伎役者
- 1965年 - 植田至紀、政治家
- 1966年 - 伊藤かずえ、女優
- 1966年 - 石持浅海、小説家、推理作家
- 1966年 - 河奈さつき、フリーアナウンサー
- 1966年 - 川越透、元プロ野球選手
- 1967年 - ティノ・マルティネス、元プロ野球選手
- 1968年 - 山中さわお、歌手（the pillows）
- 1968年 - 松井美智子、アナウンサー
- 1968年 - 金子歩、元プロ野球選手
- 1968年 - 岡潤一郎、元騎手（+ 1993年）
- 1970年 - 筒井はじめ、芸術家
- 1970年 - 三木康一郎、映画監督、演出家
- 1970年 - バンディット・アングラングシー、指揮者
- 1971年 - 林泰文、俳優
- 1971年 - 平野義久、作曲家、編曲家
- 1972年 - 仁科賀恵、元サッカー選手
- 1972年 - クリスタ・キャンベル、女優
- 1973年 - ホーキング青山、お笑いタレント
- 1973年 - 髙木大成、元プロ野球選手
- 1973年 - 走裕介、演歌歌手
- 1974年 - いしだ壱成、俳優
- 1974年 - 橋詰真美、アナウンサー
- 1974年 - 井上信、プロゴルファー
- 1975年 - 鈴木拓、お笑いタレント（ドランクドラゴン）
- 1975年 - 松尾諭、俳優
- 1975年 - 倉垣翼、プロレスラー
- 1975年 - 長田悠幸、漫画家
- 1976年 - 石井秀仁、ミュージシャン（cali≠gari、Goatbed）
- 1977年 - ドミニク・ハワード、ミュージシャン（ミューズ）
- 1978年 - 佐藤康恵、モデル、女優
- 1979年 - 大出佐智子、ラジオパーソナリティ
- 1979年 - 藤谷文子、女優、作家
- 1979年 - 箕輪直人、俳優、ラジオパーソナリティ、ローカルタレント
- 1979年 - 市川寛子、元アナウンサー
- 1979年 - ライアン・テリオ 、元プロ野球選手
- 1980年 - 佐藤友哉、作家
- 1980年 - ジョン・テリー、サッカー選手
- 1981年 - 松藤裕子、タレント
- 1981年 - 深野琴美、舞台女優、モデル
- 1981年 - 間宮康弘、声優
- 1981年 - 文倉十、イラストレーター
- 1982年 - 中本健太郎、陸上選手
- 1982年 - 小野田紀美、政治家
- 1982年 - 田村雄三、元サッカー選手、指導者
- 1982年 - 比嘉幹貴、元プロ野球選手
- 1983年 - 宮本笑里[11]、ヴァイオリニスト
- 1984年 - 水野貴以、女優、声優
- 1984年 - ロバート・クビサ、F1レーサー
- 1984年 - リュドミラ・ネリディナ、フィギュアスケート選手
- 1985年 - 秋元貴秀、俳優
- 1985年 - ジョナサン・グッド、プロレスラー
- 1985年 - 阿宗高広、元陸上競技選手
- 1986年 - 青松敬鎔、元プロ野球選手
- 1987年 - 畠中悠、お笑いタレント（オズワルド）
- 1987年 - アーロン・カーター、歌手、俳優（+ 2022年）
- 1988年 - 藤澤友千菜、俳優、モデル
- 1988年 - エミリー・ブラウニング、女優
- 1989年 - ニコラス・ホルト、俳優
- 1990年 - 水津瑠美、元フィギュアスケート選手
- 1990年 - 清家大葵、サッカー選手
- 1990年 - 阿部幸音、元バスケットボール選手
- 1990年 - ダビド・ゴファン、テニス選手
- 1990年 - ヤシエル・プイグ、プロ野球選手
- 1990年 - アレクサンドル・メンコフ、陸上競技選手
- 1990年 - ウルシュラ・ラドワンスカ、テニス選手
- 1991年 - 桜田通、俳優
- 1991年 - 松尾レミ、ミュージシャン (GLIM SPANKY)
- 1991年 - 髙上智史、柔道家
- 1991年 - 大津顕杜、陸上選手
- 1991年 - ソニア・ラフエンテ、フィギュアスケート選手
- 1992年 - 禹相皓、サッカー選手
- 1993年 - 織田美織、女優
- 1993年 - 清水希容、空手家
- 1993年 - 鈴木雄斗、サッカー選手
- 1993年 - 永尾亜子、元アナウンサー
- 1993年 - ユーゴ・マルシャン（フランス語版）、バレエダンサー
- 1994年 - 羽生結弦、フィギュアスケート選手
- 1995年 - 藤咲彩音、アイドル（でんぱ組.inc、ピンキー!ノーラ&ペトラ）
- 1995年 - 桜井はるか[12]、モデル、レースクイーン
- 1997年 - 美澄衿依、グラビアアイドル
- 1998年 - 山本凌太郎、サッカー選手
- 1998年 - イ・ジョンミン、プロアイスホッケー選手
- 1999年 - 青柳亮生、プロレスラー
- 2000年 - 前田旺志郎、お笑いタレント、俳優（まえだまえだ）
- 2000年 - 石橋康太、プロ野球選手
- 2000年 - キム・ユンジェ、プロアイスホッケー選手
- 2001年 - 山下彩耶[13]、タレント、アイドル（タイトル未定、元夢みるアドレセンス ）
- 2001年 - 藍井すず、アイドル（Appare! ）
- 2001年 - 井手美希、グラビアアイドル
- 2003年 - カタリナ＝アマリア・ファン・オラニエ＝ナッサウ、オランダ皇太女
- 2006年 - 大田美月、アイドル（日向坂46）
- 生年非公表 - 宮坂俊蔵、声優
- 生年非公表 - 田中那実、声優
- 生年不詳 - 上絛千尋、声優
- 生年不詳 - 蒔村拓哉、声優
- 生年不詳 - 柴本愛沙、気象予報士

## 忌日

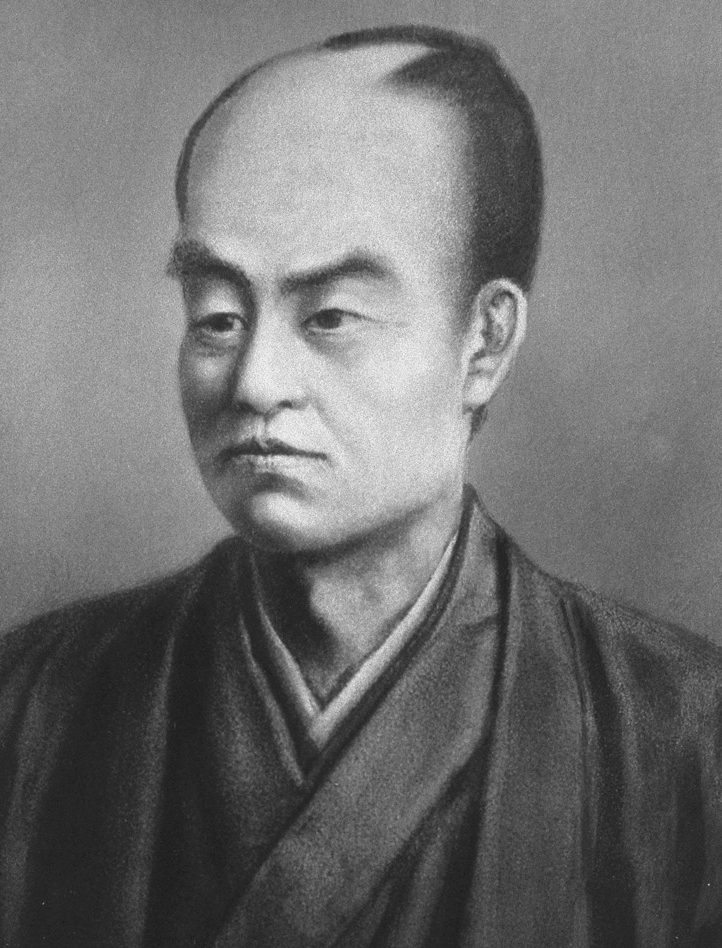
軍政家大村益次郎(1825-1869)没。

- 紀元前43年 - マルクス・トゥリウス・キケロー、古代ローマの政治家（* 紀元前106年）
- 742年（天平14年11月2日） - 大野東人、奈良時代の武人
- 847年（承和14年10月26日） - 有智子内親王、平安時代の皇族、漢詩人（* 807年）
- 948年（天暦2年10月29日） - 源公忠、平安時代の公卿、歌人（* 889年）
- 983年 - オットー2世、神聖ローマ皇帝（* 955年）
- 1111年（天永2年11月5日） - 大江匡房、平安時代の公卿（* 1041年）
- 1279年 - ボレスワフ5世、ピャスト朝ポーランド王（* 1226年）
- 1383年 - ヴェンツェル1世、初代ルクセンブルク公（* 1337年）
- 1562年 - アドリアン・ヴィラールト、作曲家（* 1490年頃）
- 1634年（寛永11年10月17日） - 内藤政長、磐城平藩主（* 1568年）
- 1635年（寛永12年10月28日） - 神屋宗湛、博多の豪商（* 1551年）
- 1682年（天和2年11月9日） - 井上真改、刀工（* 1630年）
- 1709年 - メインデルト・ホッベマ、画家（* 1638年）
- 1726年（享保11年11月14日） - 榊原政邦、姫路藩主（* 1675年）
- 1815年 - ミシェル・ネイ、ナポレオン戦争期のフランス軍元帥（* 1769年）
- 1826年 - ジョン・フラクスマン、彫刻家（* 1755年）
- 1869年（明治2年11月5日） - 大村益次郎、医師、西洋学者、兵学者（* 1825年）
- 1894年 - フェルディナン・ド・レセップス、外交官、実業家（* 1805年）
- 1902年 - 佐野常民、元老院議官、日本赤十字社創設者（* 1823年）
- 1912年 - ジョージ・ハワード・ダーウィン、天文学者、数学者（* 1845年）
- 1917年 - レオン・ミンクス、作曲家（* 1826年）
- 1931年 - 杉田日布、日蓮宗の僧（* 1856年）
- 1936年 - ジャン・メルモーズ、パイロット（* 1901年）
- 1940年 - 吉岡信敬、記者（* 1885年）
- 1944年 - 井上哲次郎、哲学者（* 1856年）
- 1946年 - 川上貞奴、女優（* 1871年）
- 1947年 - ニコラス・バトラー、哲学者、コロンビア大学総長（* 1862年）
- 1952年 - フォレスト・モールトン、天文学者（* 1872年）
- 1954年 - 江亢虎、中華民国汪兆銘政権時代の政治家（* 1883年）
- 1955年 - マンフレッド・ブコフツァー、音楽学者（* 1910年）
- 1959年 - 久邇朝融、皇族（* 1901年）
- 1960年 - ワルター・ノダック、化学者（* 1893年）
- 1960年 - クララ・ハスキル、ピアニスト（* 1895年）
- 1969年 - フランク・オドール、プロ野球選手（* 1897年）
- 1971年 - 牧田與一郎、実業家、三菱重工業社長（* 1903年）
- 1972年 - クラウス・プリングスハイム、指揮者（* 1883年）
- 1973年 - 川俣清音、政治家（* 1899年）
- 1975年 - ソーントン・ワイルダー、劇作家、小説家（* 1897年）
- 1975年 - 塚原俊郎、政治家（* 1910年）
- 1975年 - ベアトリクス・ローラン、フィギュアスケート選手（* 1900年）
- 1976年 - 久保田収、歴史学者（* 1910年）
- 1977年 - 金丸重嶺、写真家（* 1900年）
- 1979年 - セシリア・ペイン＝ガポーシュキン、天文学者（* 1900年）
- 1979年 - 松岡洋子、評論家、翻訳家（* 1916年）
- 1979年 - 中村敏行、プロ野球選手（* 1936年）
- 1982年 - 早川崇、政治家（* 1916年）
- 1984年 - 二代目 大川橋蔵、俳優（* 1929年）
- 1985年 - ロバート・グレーヴス、詩人、小説家（* 1895年）
- 1990年 - レイナルド・アレナス、小説家、詩人（* 1943年）
- 1992年 - 厚田雄春、映画カメラマン（* 1905年）
- 1992年 - 我王銀次、俳優（* 1959年）
- 1993年 - 森永勝也、プロ野球選手、監督（* 1934年）
- 1996年 - 今川正彦、政治家、第23代京都市長（* 1911年）
- 1998年 - マーティン・ロッドベル、生化学者（* 1925年）
- 2001年 - 小松崎茂、画家、イラストレーター （* 1915年）
- 2001年 - 木村睦男、政治家（* 1913年）
- 2002年 - 岡並木、ジャーナリスト、評論家（* 1926年）
- 2004年 - フレデリック・フェネル、指揮者（* 1914年）
- 2004年 - 勝鹿北星、漫画原作者（* 1946年）
- 2005年 - 阿部未喜男、政治家（* 1919年）
- 2005年 - 中川嘉美、政治家（* 1933年）
- 2006年 - ジェイ・マクシャン、ジャズピアニスト、歌手、作曲家（* 1916年）
- 2006年 - リュベン・ベロフ、経済学者、政治家、元ブルガリア首相（* 1925年）
- 2006年 - ジーン・カークパトリック、アメリカ合衆国国連大使（* 1926年）
- 2007年 - 髙本善四郎、実業家、ダイトロン創業者（* 1911年）
- 2007年 - 上柳克郎、法学者、京都大学名誉教授（* 1922年）
- 2007年 - フアド・ハッサン、政治家、インドネシア共和国教育文化相（* 1929年）
- 2007年 - 福井仁士、脳神経外科学者、九州大学名誉教授（* 1938年）
- 2008年 - 柳瀬睦男、物理学者、カトリック司祭、元上智大学学長（* 1922年）
- 2008年 - 金石清禅、政治家（* 1938年）
- 2009年 - 濱田駿吉、元フィールドホッケー選手、実業家（* 1910年）
- 2010年 - 大谷藤郎、厚生官僚、初代国際医療福祉大学学長（* 1924年）
- 2011年 - ハリー・モーガン、俳優（* 1915年）
- 2011年 - 松田トシ、歌手、声楽家（* 1915年）
- 2011年 - 内田有作、特撮製作者、元東映生田スタジオ所長（* 1934年）
- 2012年 - 庭山慶一郎、実業家、元日本住宅金融社長（* 1917年）
- 2012年 - 篠原三代平、経済学者（* 1919年）
- 2012年 - アーサー・ラーセン、プロテニス選手、国際テニス殿堂（* 1925年）
- 2012年 - 伊藤誠、美術評論家（* 1929年）
- 2012年 - 石井道子、政治家、第34代環境庁長官（* 1933年）
- 2013年 - エドゥアール・モリナロ、映画監督（* 1928年）
- 2013年 - すまけい、俳優（* 1935年）
- 2014年 - 小倉襄二、社会政策学者、同志社大学名誉教授（* 1926年）
- 2014年 - 根本二郎、実業家、元日本郵船社長、日本経済団体連合会名誉会長（* 1928年）
- 2014年 - 杉原美津子、ノンフィクション作家（* 1944年）
- 2016年 - 市川健夫、地理学者、東京学芸大学名誉教授（* 1927年）
- 2016年 - パウル・エルブストローム、セーリング選手、1948年ロンドン五輪・1952年ヘルシンキ五輪・1956年メルボルン五輪・1960年ローマ五輪金メダリスト（* 1928年）
- 2016年 - グレッグ・レイク、ミュージシャン（* 1947年）
- 2018年 - 山田紀之、政治家、元新潟県糸魚川市長（* 1941年）
- 2020年 - チャック・イェーガー、アメリカ空軍軍人（* 1923年）
- 2020年 - 有馬朗人、物理学者、俳人、政治家、第24代東京大学総長、第125代文部大臣、第58代科学技術庁長官（* 1930年）
- 2020年 - ダグ・スコット、登山家（* 1941年）
- 2020年 - ディック・アレン、プロ野球選手（* 1942年）
- 2020年 - 小松政夫、コメディアン、俳優（* 1942年）
- 2021年 - 丸谷明夫、教育者、吹奏楽指導者、元全日本吹奏楽連盟元理事長（* 1945年）
- 2021年 - 倉田誠、プロ野球選手（* 1946年）
- 2023年 - 宮本恵美子、バレーボール選手、1964年オリンピック金メダリスト（* 1937年）

## 記念日・年中行事
- 大雪（ 中国 1984年–2023年、 日本 1988年–2027年、他）
二十四節気の1つ。太陽の黄経が255度の時で、雪が激しく降り始めるころ。
- 国際民間航空デー
国際デーの1つ。1944年のこの日にICAOの設立を定めた「国際民間航空条約」の署名が行われたことを記念。1992年の国際民間航空機関（ICAO）総会で制定し、1994年から実施。
- National Pearl Harbor Remembrance Day（英語版）（ アメリカ合衆国 ）
太平洋戦争開戦の日（日本における12月8日に相当）。合衆国連邦議会が1994年に指定。
- 神戸開港記念日（ 日本）
慶応3年12月7日（新暦1868年1月1日）に神戸港が外国船の停泊地として開港したことに由来し、神戸市が制定。
- クリスマスツリーの日（ 日本）
1886年12月7日に、横浜で外国人船員のためにクリスマスツリーが飾られたことに由来している。
- 千本釈迦堂大根炊き（ 日本）
京都市上京区の千本釈迦堂（大恩寺）で毎年12月7日、12月8日に行われる師走の伝統行事。お釈迦様が悟りを開いた日を記念する行事で、鎌倉時代に始まった。お釈迦様の梵字を描いた大根を加持祈祷したあと、油揚げと一緒に炊き上げ、病魔退散や健康増進を願い参拝者に振る舞われる[14]。